# Max Tegmark
Max Erik Tegmark (ur. 5 maja 1967 w Sztokholmie) – szwedzko-amerykański fizyk, kosmolog i badacz sztucznej inteligencji. Profesor w Massachusetts Institute of Technology. Dyrektor naukowy w Instytucie Podstawowych Problemów (Foundational Questions Institute), niezależnej organizacji non-profit, dystrybuującej środki na badania z dziedziny fizyki i kosmologii, a także prezes Instytutu Przyszłości Życia (Future of Life Institute), organizacji stawiającej sobie za cel łagodzenie globalnych zagrożeń dla ludzkości, w szczególności związanych z rozwojem sztucznej inteligencji.

## Kariera naukowa
Studiował równolegle ekonomię i fizykę w Sztokholmie, uzyskując dyplom z ekonomii w 1989 roku, a z fizyki w 1990 roku. Stopień magistra fizyki uzyskał na Uniwersytecie Kalifornijskim w Berkeley w 1992 roku, zaś doktora – w Max-Planck-Institut für Physik w Monachium w roku 1994. W 1996 roku przeniósł się do Stanów Zjednoczonych. Początkowo był stypendystą Hubble’a (Hubble Fellow) w Instytucie Badań Zaawansowanych w Princeton, a następnie został adiunktem na Uniwersytecie Pensylwanii. Obecnie pracuje jako profesor fizyki w Massachusetts Institute of Technology.
W środowisku kosmologów znany przede wszystkim ze swoich prac na temat powstawania galaktyk. Wniósł istotny wkład w zagadnienia takie jak pomiar ciemnej materii we Wszechświecie. Jest zwolennikiem koncepcji Multiwszechświata.
Głównym celem jego badań jest fizyka inteligencji: wykorzystanie technik opartych na fizyce do lepszego zrozumienia biologicznej i sztucznej inteligencji (AI); otrzymał granty badawcze od Elona Muska w celu zbadania ryzyka egzystencjalnego związanego z zaawansowaną sztuczną inteligencją. Był jednym z czterech naukowców (obok Stephena Hawkinga, Franka Wilczka, i Stuarta Russella), którzy w roku 2014 wystosowali apel do czytelników brytyjskiej gazety The Independent. Ostrzegali w nim przed bagatelizowaniem inteligentnych maszyn i postrzeganiem ich wyłącznie w kategoriach science fiction.
Napisał ponad dwieście artykułów technicznych. Brał udział w dziesiątkach naukowych filmów dokumentalnych. Otrzymał wiele nagród za swoje badania, w tym Packard Fellowship (2001–2006), Cottrell Scholar Award (2002–2007) oraz NSF Career Grant (2002–2007); jest fellow Amerykańskiego Towarzystwa Fizycznego. 

## Książki popularnonaukowe
- Our Mathematical Universe: My Quest for the Ultimate Nature of Reality, ISBN 978-030774425-8.
  - 2015: Nasz matematyczny Wszechświat. W poszukiwaniu prawdziwej natury rzeczywistości, tłum. Ewa L. Łokas, Bogumił Bieniok, Prószyński i S-ka, ISBN 978-83-8069010-3.
- Life 3.0: Being Human in the Age of Artificial Intelligence, ISBN 978-110194659-6.
  - 2019: Życie 3.0. Człowiek w erze sztucznej inteligencji, tłum. Tomasz Krzysztoń, Prószyński, ISBN 978-83-8169070-6.